# ألا باش
ألا باش هي قرية في إيسيك كول قيرغيزستان. بلغ عدد سكانها (1151) نسمة عام 2009.